# Conjunto Histórico

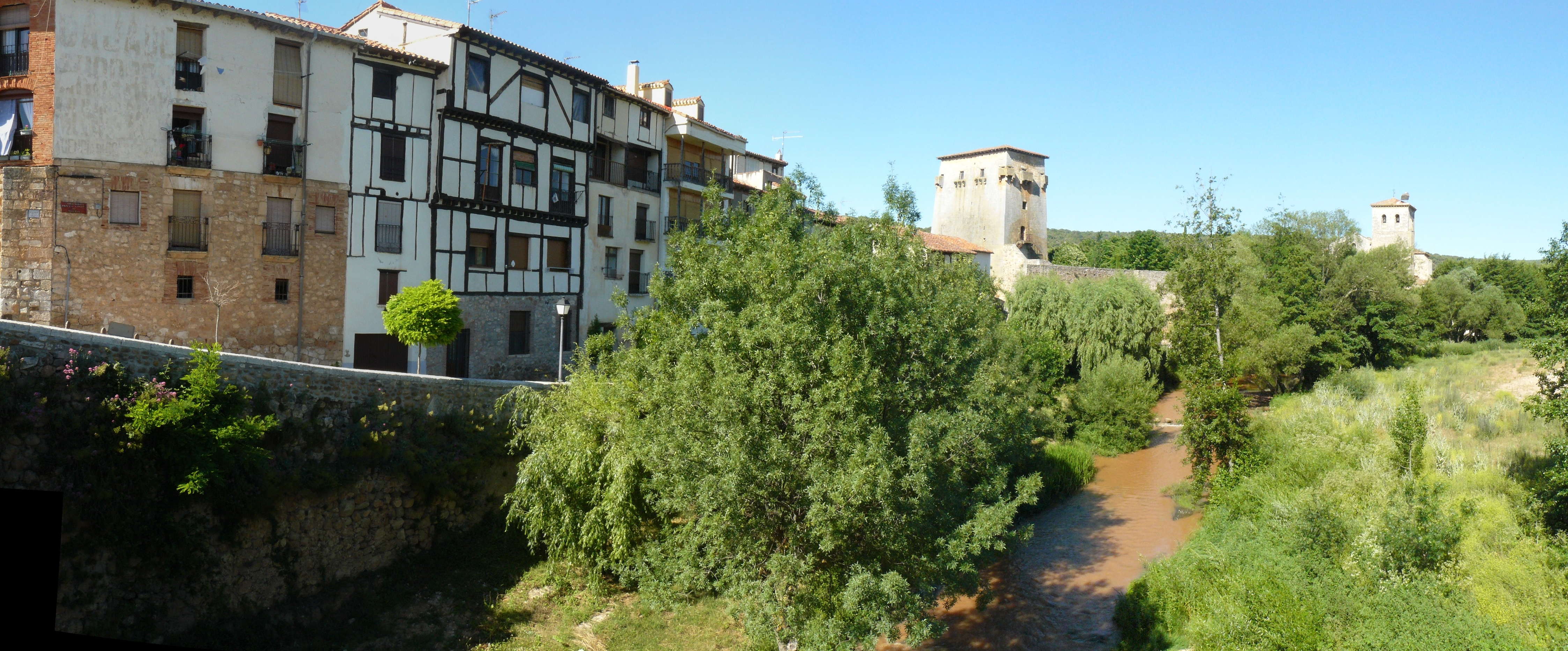
Vista di Covarrubias, dichiarata conjunto histórico-artístico.

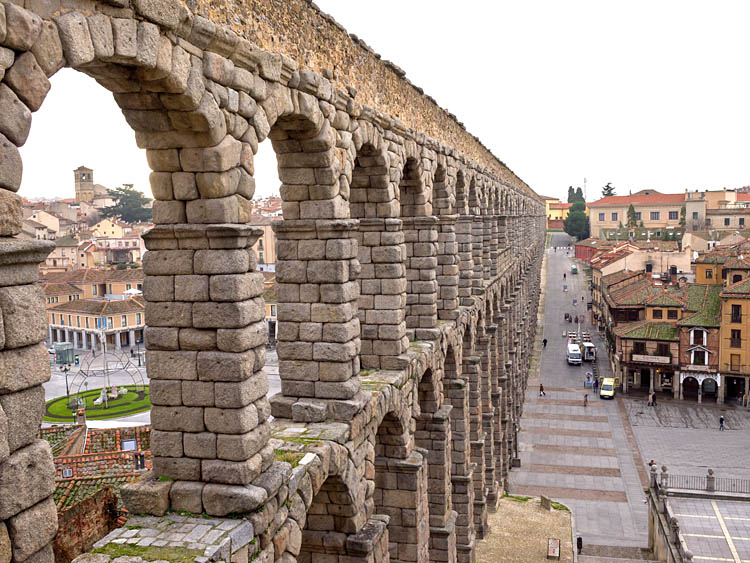
Acquedotto di Segovia con la chiesa di El Salvador nel fondo, la piazza dell'artiglieria (a sinistra) e la piazza del Azoguejo (a destra).

Un Conjunto Histórico (in italiano complesso storico), precedentemente Conjunto Histórico-Artístico, è una forma giuridica a tutela del patrimonio culturale spagnolo che identifica tutti i beni dichiarati monumenti storico-artistici di una determinata località. La classificazione è regolata dal Ministero della Cultura spagnolo e rappresenta una delle categorie nelle quali si suddividono i beni di interesse culturale spagnoli, insieme ai monumenti storici, i giardini storici, i siti storici e le zone archeologiche.

## Legislazione
Secondo la legge 16/1985, del 25 giugno, del Patrimonio Storico Spagnolo, un Conjunto Histórico è un raggruppamento coerente e delimitato di beni immobili che formano un insediamento, continuo o distribuito, caratterizzato da una struttura fisica che è rappresentativa dell'evoluzione di una comunità umana e ne testimonia la cultura e la storia.
In Spagna, i beni di interesse culturale (Bienes de Interés Cultural, B.I.C.) sono inventariati in un registro generale (Registro General de Bienes de Interés Cultural) mediante un codice BIC formato dalle lettere R-I- seguite da tre gruppi di cifre, R-I-XX-YYYYYYY-00000, così definiti:
- XX: due cifre che identificano il tipo di bene (nel caso di un Conjunto Histórico è 53)
- YYYYYYY: sette cifre che identificano il bene
- 00000: cinque cifre che identificano una parte del bene (5 zeri se non ci sono suddivisioni)